# شهر نیمه‌شب
«شهر نیمه‌شب» تک‌آهنگی از گروه موسیقی سینث‌پاپ ام۸۳ است که در ۱۶ اوت ۲۰۱۱ منتشر شد.
این تک‌آهنگ در چارت ترانه‌های رقص فلاندرز بلژیک در رتبه اول و در چارت‌های، فرانسه، جزو ده ترانه اول قرار گرفت.